# Cari Mora
Cari Mora es una novela del autor estadounidense Thomas Harris, publicada en 2019. Es su primer libro en 44 años en el que no aparece su más icónica creación literaria, Hannibal Lecter. En su lugar, relata la historia de una joven inmigrante colombiana en Miami, Caridad "Cari" Mora, que se convierte en ama de llaves de una mansión bajo la cual se esconden veinticinco millones de dólares en oro provenientes de un cartel de la droga.

## Sinopsis
Caridad "Cari" Mora es una refugiada colombiana que luchó en las FARC cuando era adolescente y que ahora vive en Miami Beach con estatus de protección temporal. Mientras intenta eludir el radar del Servicio de Control de Inmigración y Aduanas, realiza una serie de trabajos esporádicos, siendo su favorito la rehabilitación de la fauna en la estación de aves marinas de Pelican Harbor. Trabaja como cuidadora y se aloja en una casa que fue propiedad de Pablo Escobar. Mientras tanto, dos bandas rivales han fijado su atención en la casa de Escobar por el oro de 25 millones de dólares que hay debajo de ella. Una de estas bandas está liderada por Hans-Peter Schneider, un psicópata sádico de origen paraguayo cuya especialidad es el tráfico de personas. El otro es el grupo colombiano Diez Campanas, entre cuyos miembros en Estados Unidos se encuentran tres amigos de Cari en Florida.

## Recepción
La novela recibió críticas mixtas, algunas de las cuales la compararon desfavorablemente con las novelas donde el doctor Hannibal Lecter es el principal protagonista. John Connolly de The Irish Times afirmó: "Es una confección frustrante e intrascendente... aquí aparecen ocasionalmente fragmentos de la brillantez anterior de su creador, haciendo que el resto sea más decepcionante en comparación". Por su parte, el autor Stephen King a través de su cuenta de Twitter elogió el trabajo de su colega, asegurando que: "[Harris] es tan bueno como siempre. Leer su prosa es como pasar una mano lenta por la seda fría". Sarah Ditum de The Guardian escribió: "Sin el nombre extremadamente reconocible de Harris, sería difícil creer que Cari Mora es la obra de alguien que ha leído una novela, por no decir que ha escrito una serie de éxito".